# Historias de sicarios en Uruguay
Historias de sicarios en Uruguay es un libro del uruguayo Gustavo Leal. El mismo fue publicado por Editorial Debate en 6 de julio de 2021.

## Reseña
«Historias de sicarios en Uruguay». El libro del sociólogo y ex Director de Convivencia Gustavo Leal, es una investigación y recorrido con testimonios para poder conocer el trasfondo este delito. Son dieciocho historias sobre sicarios.
El 19 de agosto de 2021 fue presentado en el Teatro de la Casa de la Cultura de Maldonado.
El libro fue reconocido con el Premio Libro de Oro en 2021, y el Premio Bartolomé Hidalgo por la Cámara Uruguaya del Libro.